# Апен
Апен (нім. Apen) — сільська громада в Німеччині, розташована в землі Нижня Саксонія. Входить до складу району Аммерланд.
Площа — 76,83 км2. Населення становить 11 883 ос. (станом на 31 грудня 2021).